# Terror a Tòquio
Terror a Tòquio (残響のテロル, Zankyō no Teroru, lit. ‘Terror en ressonància’), és una sèrie japonesa d'anime produïda per MAPPA. L'anime va ser creat i dirigit per Shinichirō Watanabe, els personatges van ser dissenyats per Kazuto Nakazawa i la música composta per Yoko Kanno. Es va emetre de juliol a setembre de 2014 al bloc de programació Noitamina de Fuji TV, i va tenir en total 11 episodis.
Es va estrenar amb subtítols en català a la plataforma Jonu Play el juny de 2024 en modalitat delaycast.

## Argument
Tòquio ha estat delmada per un impactant atac terrorista, i l'únic indici de la identitat del culpable és un estrany vídeo pujat a Internet. La policia, desconcertada per aquesta pista, és incapaç de detenir la paranoia que s'estén entre la població.

## Estrena
L'anime va ser creat i dirigit per Shinichirō Watanabe, amb dissenys de personatges de Kazuto Nakazawa i música de Yoko Kanno. L'anime va començar a emetre's al bloc Noitamina de Fuji TV el 10 de juliol de 2014 i l'episodi final es va emetre el 25 de setembre de 2014. En total, va tenir 11 episodis. El juny de 2024 Jonu Media va publicar en format delaycast l'anime subtitulat en català a la seva plataforma Jonu Play.

## Rebuda

### Crítiques
Nick Creamer d'Anime News Network va donar a la sèrie d'anime una A i la va descriure així: "la direcció és bàsicament impecable, i el disseny artístic semirealista fa que la sèrie pugui tocar de peus a terra alhora que ofereix moments consistents de bellesa més gran que la vida. Simplement, Terror a Tòquio és una obra mestra. Quan es tracta d'idees i execució, l'anime és absolutament a prova de bales, una meditació magnífica i contundent sobre les complexitats contradictòries de la societat moderna. Els seus personatges s'enrabien contra un sistema que no vol ningú, i aquest anime ensenya en cicles el que és tràgicament inevitable. En el context del cinisme que es mereix, els seus pocs moments de connexió humana honesta se senten encara més preciosos, portats a casa per un enquadrament expert i un ús brillant de la música. Una meditació rica i apassionada sobre la societat moderna que s'eleva amb una música i unes il·lustracions que són de les millors que es poden trobar en l'anime".

### Premis
Terror a Tòquio va ser guardonat "Anime de l'any", "Millor anime original de l'any" i "Anime de misteri o psicològic de l'any" als 1r Anime Trending Awards el 2014. La sèrie va guanyar el premi francès "Daruma d'or anime" als Japan Expo Awards 2016. Va formar part de les seleccions del jurat del 18è Japan Media Arts Festival en la categoria d'animació el 2014.